# Kernlading
De kernlading is de elektrische lading van de atoomkern, en is gelijk aan de totale lading van de protonen in de atoomkern, dus aan het atoomnummer Z vermenigvuldigd met de elementaire lading e. 
{\displaystyle Q=Z\times e}
De kernlading is ook precies even groot maar tegengesteld aan de lading van de elektronen die in een elektrisch neutraal atoom aanwezig zijn. Het verschil tussen de het atoomnummer en de massagetal leidde tot de ontdekking van het neutron.